# Jules-Armand de Polignac
Pour les articles homonymes, voir Jules de Polignac, Armand de Polignac et Polignac.
Jules-Armand Jean Melchior de Polignac, 4e duc de Polignac, prince du Saint Empire (Londres, 12 août 1817 - Paris 8e, 16 mars 1890), est le fils aîné de Jules de Polignac (1780-1847), 3e duc de Polignac, président du Conseil des ministres du 8 août 1829 au 30 juillet 1830, qui joua un rôle crucial lors de la Révolution de 1830, et de sa première épouse, Barbara Campbell (1788-1819).
Par son père, il a une sœur : 
- Seyna de Polignac (1818-1833) sans alliance ;

et cinq demi-frères et sœur, issus du remariage de son père avec Mary Charlotte Parkyns (1792-1864), veuve en premières noces de Louis Gabriel César de Choiseul : 
- Alphonse de Polignac, ancien élève de l'École Polytechnique, capitaine d'artillerie, (1826-1862), marié en 1860 avec Jeanne Emilie Mirès dont une fille ;
- Charles Ludovic Marie de Polignac, ancien élève de l'école Polytechnique, colonel (1827-1904), marié en 1874 avec la princesse Gabrielle de Cröy Dülmen (1835-1905), sans postérité ;
- Yolande de Polignac (1830-1855), mariée en 1848 avec Sosthène de La Rochefoucauld, duc de Bisaccia, puis duc de Doudeauville (1825-1908), dont postérité (veuf, il se remaria avec la princesse Marie Georgine de Ligne) ;
- Camille de Polignac, général, chevalier de la Légion d'honneur, (1832-1913), marié en 1874 avec Marie Adolphine Langenberger (1853-1876), puis en 1883 avec Margaret Knight of Wolwerley (1864-1940), dont postérité ;
- Edmond de Polignac , compositeur de musique (1834-1901), marié en 1893 avec Winaretta Singer (1865-1943), sans postérité.

Jules Armand fut officier dans l'armée bavaroise et, plus tard, maire de Saint Jean du Cardonnay. Il meurt à son domicile, l'Hôtel Crillon, à Paris 8e, le 16 mars 1890.

## Mariage et descendance

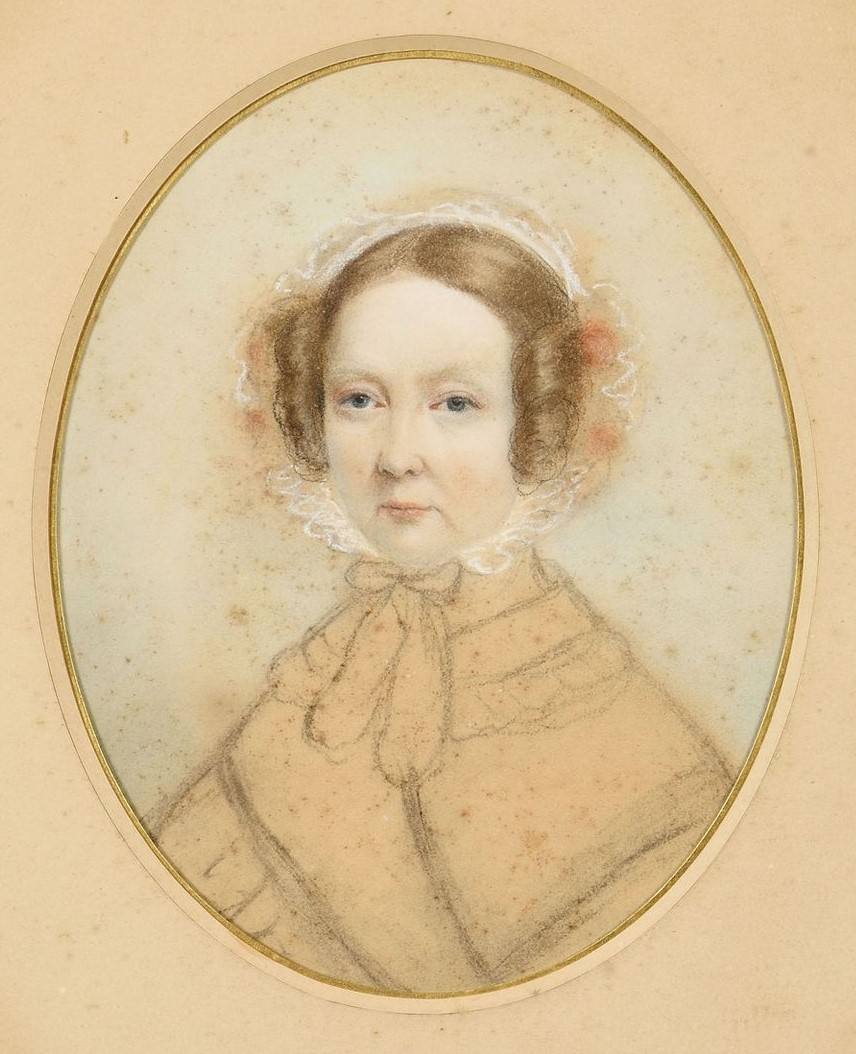
Portrait d'Amélie de Berton des Balbes de Crillon (1823-1904), duchesse de Polignac

Jules-Armand de Polignac se marie à Paris, le 14 juin 1842 avec Amélie de Berton des Balbes de Crillon (1823-1904), fille de Louis Félix Prosper Berton des Balbes, marquis de Crillon, pair de France, et de Caroline Louise d'Herbouville. Elle était l'une des héritières de l'hôtel de Crillon et du château de Saint Jean du Cardonnay. Tous deux ont six enfants :
- Héracle de Polignac, 5e duc de Polignac (1843-1917), marié en 1871 avec Marie-Odette Frotier de Bagneux (1848-1893). En 1890, il succède à son père comme 5e duc de Polignac ;
- Guillaume de Polignac, (1847-1850), sans descendance ;
- Ludovic de Polignac, Saint-cyrien, officier, chevalier de la Légion d'Honneur, sans alliance (1848-1904) ;
- Henri de Polignac (1853-1854), sans descendance ;
- Yolande de Polignac (1855-1901), mariée en 1875 avec le comte Gaspard de Bourbon Chalus (1849-1905), dont postérité ;
- Emma de Polignac (1858-1936), mariée en 1878 avec le comte Joseph de Gontaut-Biron, député, sénateur (1851-1924), sans postérité[3].